# Mischocyttarus rivularum
Mischocyttarus rivularum är en getingart som beskrevs av Richards 1978. Mischocyttarus rivularum ingår i släktet Mischocyttarus och familjen getingar. Inga underarter finns listade i Catalogue of Life.